# Stegana aotsukai
Stegana aotsukai är en tvåvingeart som beskrevs av Chen och Wang 2004. Stegana aotsukai ingår i släktet Stegana och familjen daggflugor. Inga underarter finns listade i Catalogue of Life.